# Federica Radicchi
Federica Radicchi  née le 21 décembre 1988 à Rome, est une joueuse de water-polo italienne évoluant au poste de défenseur au club de Messine
Elle fait partie de l'équipe italienne médaille de bronze lors des Championnats du monde 2015.